# Edward Barsegjan
Edward Barsegjan (ur. 15 lipca 1980) – ormiański, a od 2008 roku polski zapaśnik startujący w kategorii do 60 kg w stylu klasycznym, reprezentant klubu Cartusia Kartuzy.
Największym jego dotychczasowym osiągnięciem jest wicemistrzostwo Europy w zapasach w Wilnie (2009). Drugi na Światowych Igrzyskach Sportów Walki w 2013 roku.